# ديفيد ماكولاي
ديفيد ماكولاي (بالإنجليزية: David Macaulay)‏ هو رسام توضيحي ومهندس معماري وكاتب وكاتب للأطفال أمريكي، ولد في 2 ديسمبر 1946 في لانكشر في المملكة المتحدة.

## وصلات خارجية
- الموقع الرسمي
- ديفيد ماكولاي على موقع IMDb (الإنجليزية)